# Kirvi
Kirvi è un rilievo alto 236 metri sul mare situata sull'isola di Suðuroy, situata nell'arcipelago delle Isole Fær Øer, in Danimarca.

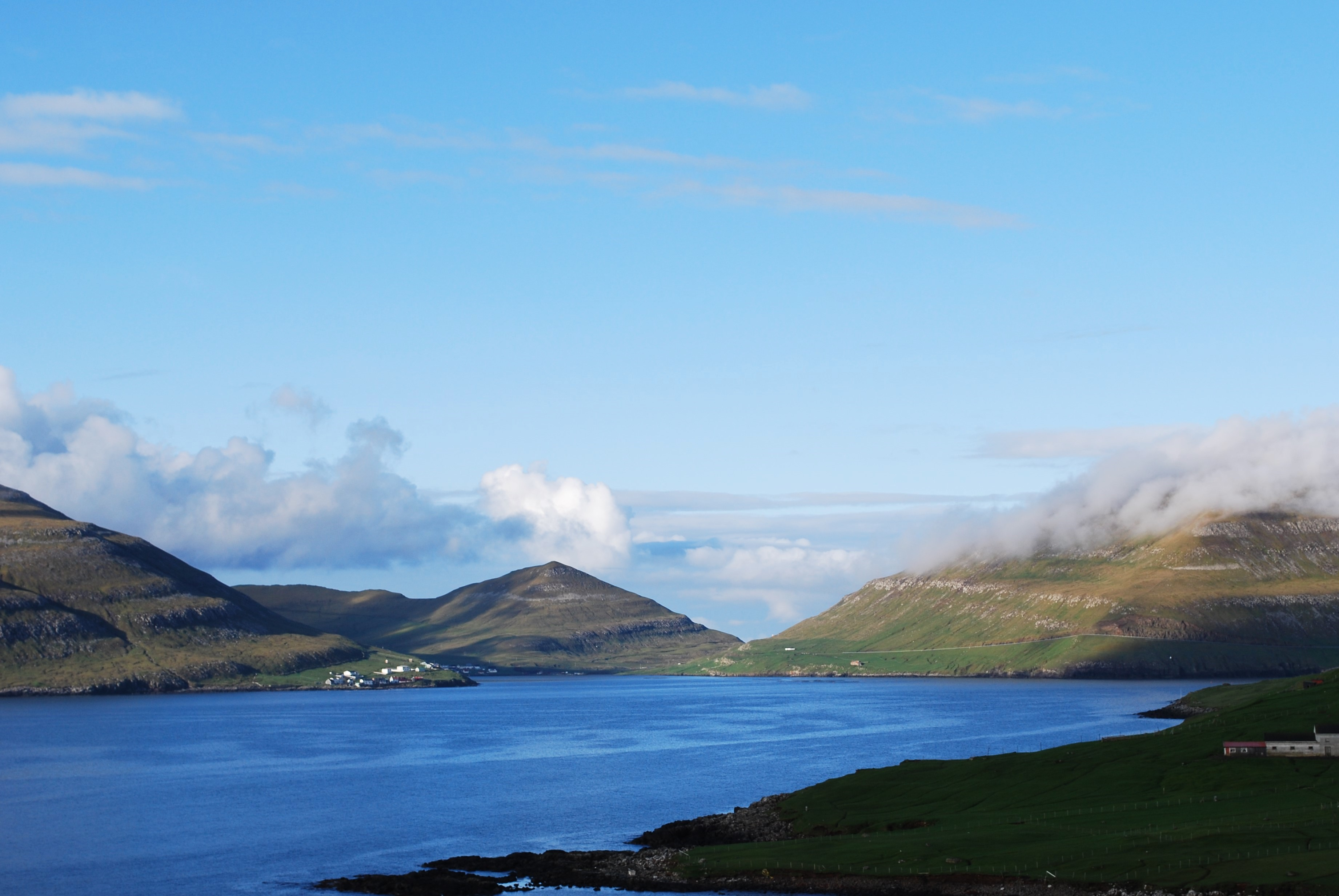
Kirvi
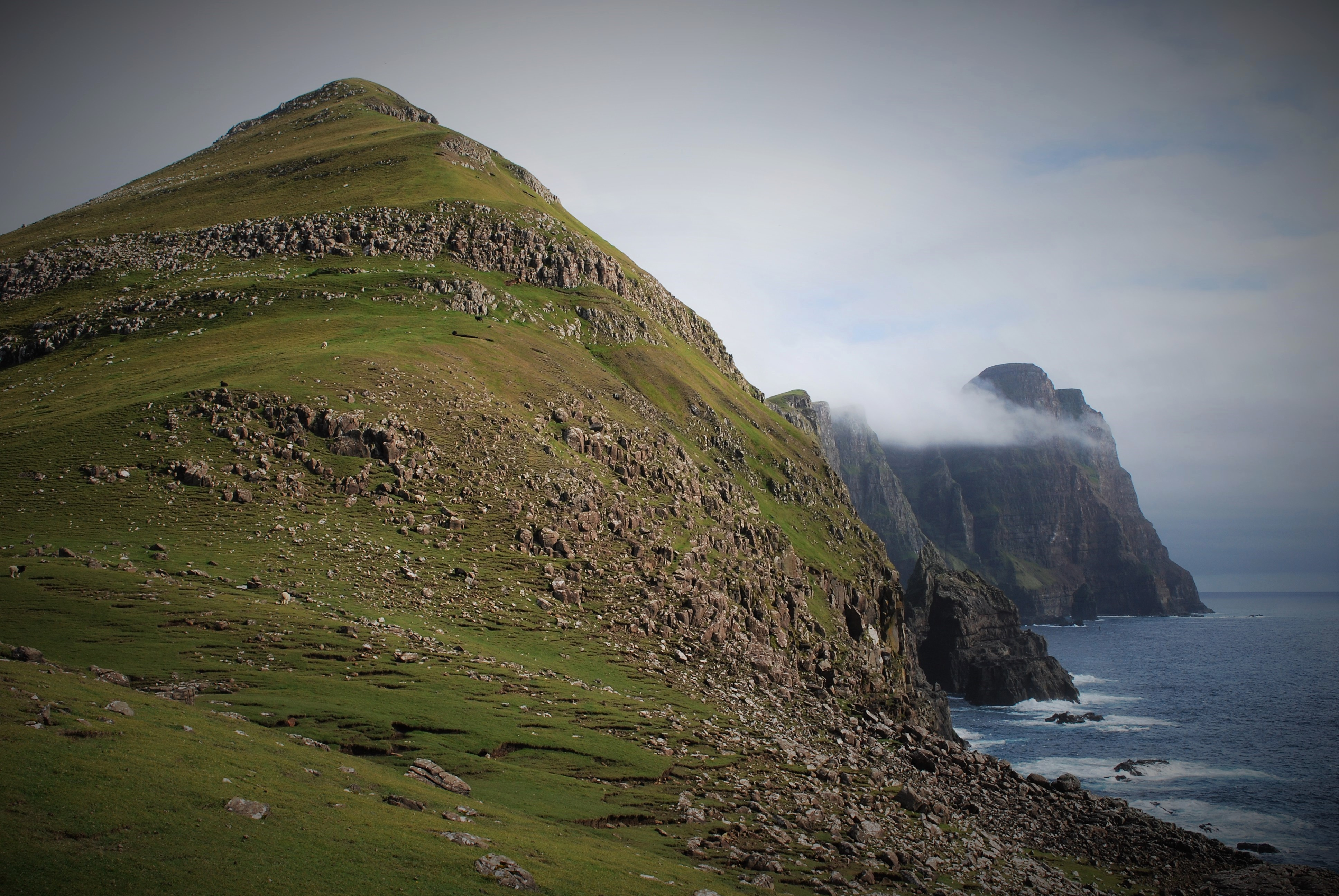
Kirvi
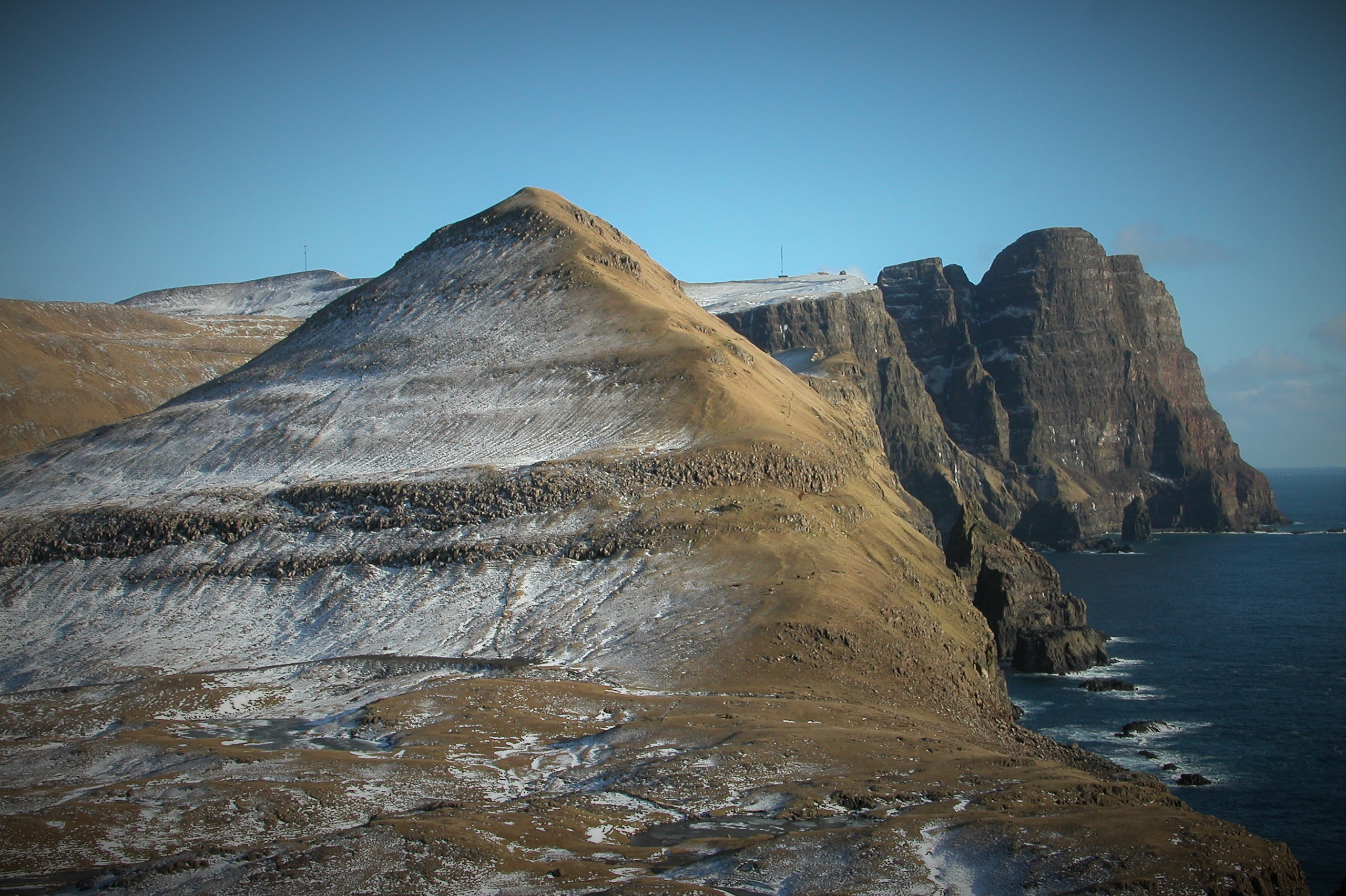
Kirvi
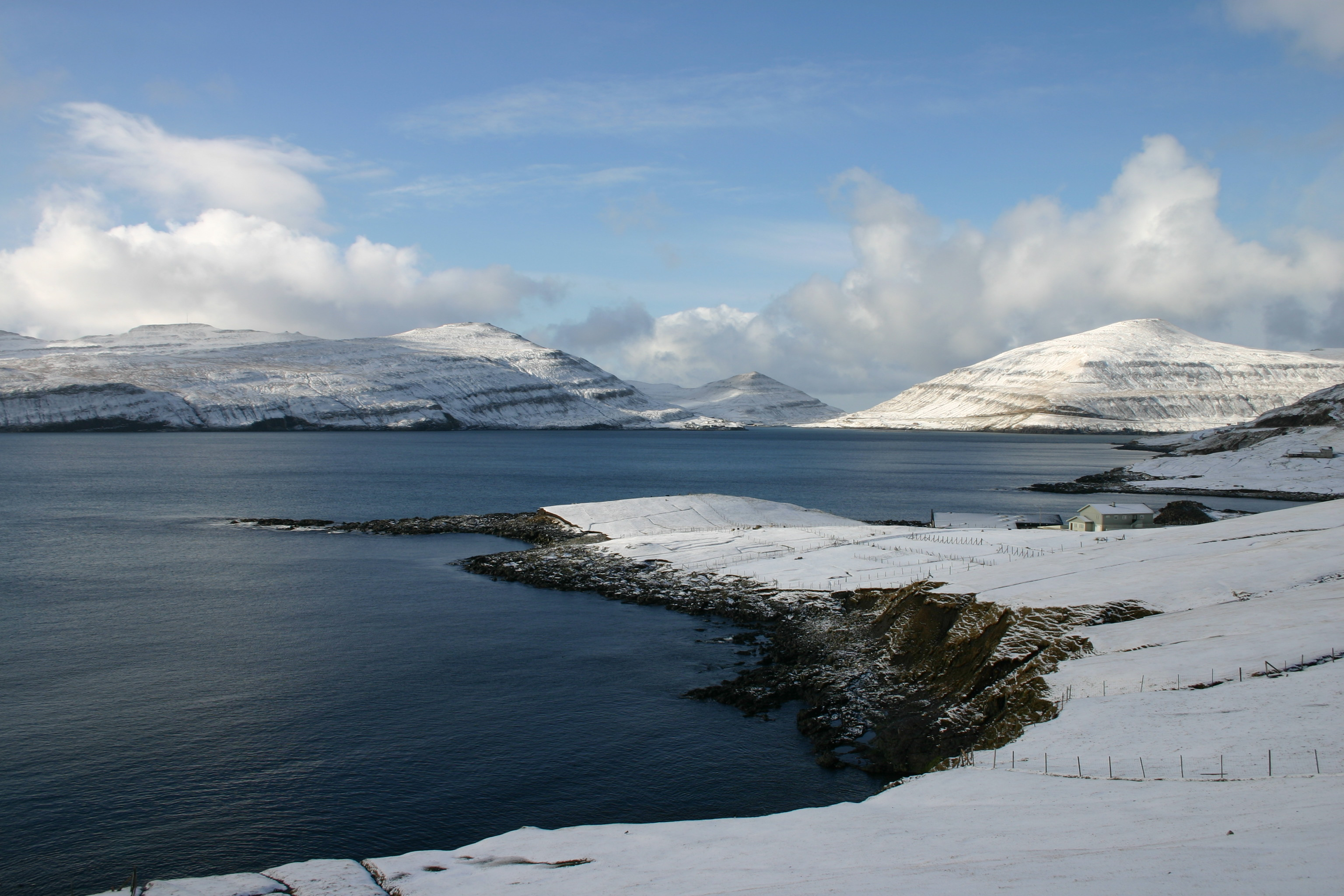
Kivi